# Cosmotoma nigra
Cosmotoma nigra är en skalbaggsart som beskrevs av Gilmour 1955. Cosmotoma nigra ingår i släktet Cosmotoma och familjen långhorningar. Inga underarter finns listade i Catalogue of Life.